# Lago Bienville
El lago Bienville es un lago en la provincia canadiense de Quebec, en la región de Nunavik en Nord-du-Québec.. El lago está situado a unos 300 km al este de la bahía de Hudson en la península del Labrador. Se encuentra a 428 m sobre el nivel del mar y tiene una superficie de agua de 1047 km² y una superficie total de 1.249 km², incluyendo las islas. El Grande rivière de la Baleine es la salida del lago hasta la bahía de Hudson.
Al este del lago se levantan las colinas de hasta 700 m de altura. Es la divisoria de aguas entre el embalse de Caniapiscau, más oriental, que forma parte de la cuenca de la bahía Ungava, y el lago Bienville que desagua en  la bahía de Hudson.
El lago fue nombrado en memoria de  Jean-Baptiste Le Moyne de Bienville  (1680-1767).